# Bloubergstrand
Bloubergstrand este un oraș din provincia Western Cape, Africa de Sud.